# Kovilovka
Kovilovka (en rus: Ковыловка) és un poble de l'óblast de Saràtov, a Rússia, segons el cens del 2010 tenia 17 habitants. Pertany al districte municipal de Líssie Gori.